# Общий смысл искусства
Общий смысл искусства — эстетическая работа Владимира Соловьёва. Впервые опубликована в журнале Вопросы философии и психологии №5 за 1890 год.

## Содержание
Соловьёв критикует взгляд, будто искусство ("художество") лишь сгущает разлитую в природе красоту. По его мнению сонаты Бетховена отнюдь не дублируют естественную красоту, но продолжают начатое природой "художественное дело". Соловьёв замечает, что отвлеченная истина не самодостаточна, а "красота нужна для исполнения добра". Связь добра и красоты доказывается через их общую антитезу "безобразие", где нарушена "взаимная солидарность и равновесие частей" или "положительное всеединство". "Специфическое отличие красоты" заключается в том, что она согласовывает не отвлеченные представления, но бытие духовное с вещественным, отвлеченный идеал с реальностью. 
Признавая объективный характер "красоты в природе" ("красивые животные"), Соловьёв тем не менее отмечает ее несовершенство. В природе помимо эстетических моментов присутствует и "безобразие": "смерть и разложение". Поэтому искусство должно одухотворить и увековечить заложенную в природе красоту. Соловьёв возражает против трактовок искусства как "пустой забавы", обращая внимание на важность как "осуществления абсолютного идеала", так и "идеализации действительности". Даже комедия, по его мнению, есть "отрицательное предварение красоты"